# راي لاند
راي لاند (بالإنجليزية: Ray Land)‏ هو منافس ألعاب قوى أسترالي، ولد في 14 نوفمبر 1930.

## وصلات خارجية
- راي لاند على موقع أوليمبيديا (الإنجليزية)
- راي لاند على موقع اللجنة الأولمبية الأسترالية (الإنجليزية)